# زاوية القاضي (ملال)
زاوية القاضي هو دُوَّار يقع بجماعة ترناتة، إقليم زاكورة، جهة درعة تافيلالت في المملكة المغربية. ينتمي الدوّار لمشيخة ملال التي تضم 6 دواوير. يقدر عدد سكانه بـ 491 نسمة حسب الإحصاء الرسمي للسكان والسكنى لسنة 2004.

## روابط خارجية
- البوابة الوطنية للجماعات الترابية نسخة محفوظة 12 مارس 2018 على موقع واي باك مشين.
- المندوبية السامية للتخطيط